# Sturmi

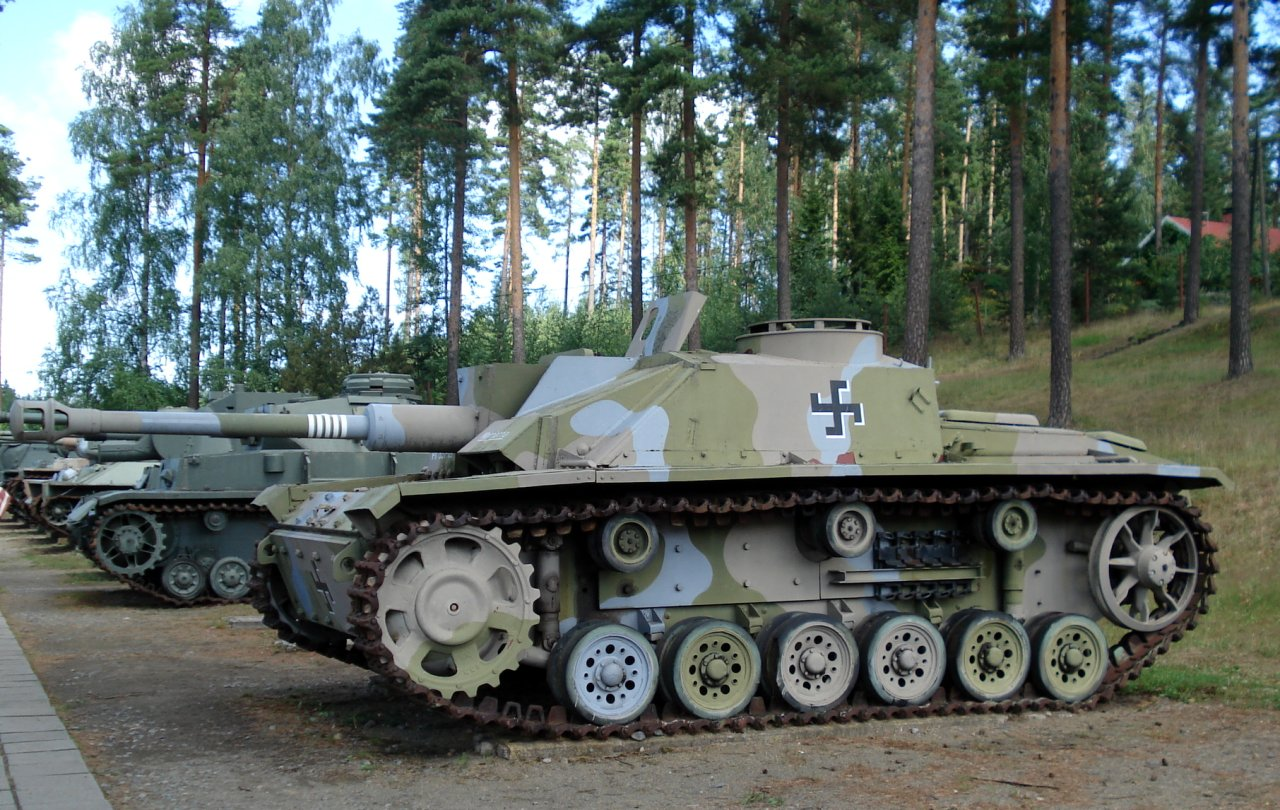
Sturmi v Finském tankovém muzeu Parola

Sturmi bylo označení pro finskou verzi německých útočných děl Stug 3.

## Dodávky tanků do Finska
V roce 1941 začala operace Barbarossa, které se účastnilo kromě Německa spousta dalších zemí. Jednou z nich bylo i Finsko. Finové se zúčastnili útoku na Sovětský svaz jenom proto, aby získali zpět území ztracené za zimní války. Většina finských tanků byly ukořistěné sovětské stroje, nebo britské stroje Vickers-6-ton. V roce 1943, kdy se začaly na bojištích objevovat nové sovětské tanky už byly ukořistěné T-26 a BT téměř nepoužitelné. Němci proto začali Finsko zásobovat novými typy tanků. Především to byly stroje Panzer 4 ausf. J a Stug 3 ausf. G. V létě 1943 dorazilo do Finska 30 strojů Stug 3 s špičkově vycvičenými osádkami. V roce 1944 ještě dorazilo 29 Stug 3, ty se však již do boje nedostaly.

## Výcvik Finských tankistů
Tankisté, jež měli bojovat na strojích Stug 3 se už od roku 1942 trénovali přímo v Německu. Zde podstoupili důkladný a velmi namáhavý výcvik. Byli díky němu schopni bojovat proti až 10x větší přesile. Největší důraz kladli na střelecký výcvik. Střelci se měli údajně podepsat na papír zavěšený na zdi tužkou přilepenou k hlavni kanónu. Kvalita osádek se také projevila na úspěchu těchto strojů na frontě. 23 tanků (7 z nich ztratili před tím než nějaký tank vůbec zničili) si zaznamenalo celkem 89  zničených sovětských tanků. Nejvíc měl Stug 3 s 11 vítězstvími. 

## Finská přestavba „Sturmi“
23 tanků bylo podle požadavku finské armády přestavěno. První úpravou bylo připevnění 3 klád na bocích, což zvyšovalo ochranu osádky. Druhou důležitou změnou bylo přidání betonové nástavby na masku kanónu, což zvyšovalo ochranu a pancíř zde mohl být silný až 100 mm.

## Bojové nasazení
Všech 30 strojů bylo v červnu 1944 nasazeno v rámci ofenzívy u Karelské šíje. Zde Finové ztratili 7 strojů během prvních 3 týdnů. Ostatní Stugy se narychlo stáhly, aby byly provedeny úpravy, ale brzo se na frontu vrátily. Všechny tyto stroje byly nasazeny u Karelské šíje, kde byla koncentrace sovětských tanků největší a kde byly Sturmi nejúčinnější.